# Podgórzyn (województwo kujawsko-pomorskie)
Podgórzyn – wieś w Polsce położona w województwie kujawsko-pomorskim, w powiecie żnińskim, w gminie Żnin.
Wieś klucza żnińskiego arcybiskupstwa gnieźnieńskiego, położona była w XVII wieku w powiecie kcyńskim województwa kaliskiego. W latach 1975–1998 miejscowość położona była w województwie bydgoskim. Według Narodowego Spisu Powszechnego 2021 liczyła 612 mieszkańców. Jest trzecią co do wielkości miejscowością gminy Żnin.